# 19e étape du Tour d'Espagne 2011
La 19e étape du Tour d'Espagne 2011 s'est déroulée le vendredi 9 septembre 2011. Noja est la ville de départ et Bilbao est la ville d'arrivée. Il s'agit d'une étape de moyenne montagne sur 157,9 kilomètres. En juillet 2019, Cobo est déclassé pour dopage et perd tous ses résultats acquis sur la Vuelta 2011.
Trente-trois ans après son dernier passage au Pays basque, le Tour d'Espagne y revient grâce à un accord avec les autorités régionales. Dans les rues de Bilbao, la montée du Vivero rend la course plus complexe.

## Classement de l'étape
|    | Coureur              | Pays      | Équipe              | Temps | Temps           |
| -- | -------------------- | --------- | ------------------- | ----- | --------------- |
| 1  | Igor Antón           | Espagne   | Euskaltel-Euskadi   | en    | 3 h 53 min 34 s |
| 2  | Marzio Bruseghin     | Italie    | Movistar            | +     | 41 s            |
| 3  | Dominik Nerz         | Allemagne | Liquigas-Cannondale |       | 1 min 30 s      |
| 4  | Haimar Zubeldia      | Espagne   | Team RadioShack     |       | 1 min 30 s      |
| 5  | Chris Anker Sørensen | Danemark  | Saxo Bank-SunGard   |       | 1 min 31 s      |
| 6  | David de la Fuente   | Espagne   | Geox-TMC            |       | 1 min 33 s      |
| 7  | Jakob Fuglsang       | Danemark  | Team Leopard-Trek   |       | 1 min 33 s      |
| 8  | Vincenzo Nibali      | Italie    | Liquigas-Cannondale |       | 1 min 33 s      |
| 9  | Eros Capecchi        | Italie    | Liquigas-Cannondale |       | 1 min 33 s      |
| 10 | Bauke Mollema        | Pays-Bas  | Rabobank            |       | 1 min 33 s      |

## Classement général
|     | Coureur               | Pays        | Équipe              |    | Temps            |
| --- | --------------------- | ----------- | ------------------- | -- | ---------------- |
| dsq | Juan José Cobo        | Espagne     | Geox-TMC            | en | 77 h 59 min 12 s |
| 2   | Christopher Froome    | Royaume-Uni | Team Sky            | +  | 13 s             |
| 3   | Bradley Wiggins       | Royaume-Uni | Team Sky            |    | 1 min 41 s       |
| 4   | Bauke Mollema         | Pays-Bas    | Rabobank            |    | 2 min 03 s       |
| 5   | Denis Menchov         | Russie      | Geox-TMC            |    | 3 min 48 s       |
| 6   | Maxime Monfort        | Belgique    | Team Leopard-Trek   |    | 4 min 13 s       |
| 7   | Vincenzo Nibali       | Italie      | Liquigas-Cannondale |    | 4 min 31 s       |
| 8   | Jurgen Van den Broeck | Belgique    | Omega Pharma-Lotto  |    | 4 min 45 s       |
| 9   | Daniel Moreno         | Espagne     | Team Katusha        |    | 5 min 20 s       |
| 10  | Mikel Nieve           | Espagne     | Euskaltel-Euskadi   |    | 5 min 33 s       |

## Classements annexes

### Classement par points
|     | Cycliste          | Pays     | Équipe   | Points |
| --- | ----------------- | -------- | -------- | ------ |
| 1   | Joaquim Rodríguez | Espagne  | Katusha  | 110    |
| 2   | Bauke Mollema     | Pays-Bas | Rabobank | 108    |
| dsq | Juan José Cobo    | Espagne  | Geox-TMC | 92     |

### Classement du meilleur grimpeur
|     | Cycliste         | Pays    | Équipe           | Points |
| --- | ---------------- | ------- | ---------------- | ------ |
| 1   | David Moncoutié  | France  | Cofidis          | 63     |
| 2   | Matteo Montaguti | Italie  | AG2R La Mondiale | 56     |
| dsq | Juan José Cobo   | Espagne | Geox-TMC         | 42     |

### Classement du combiné
|     | Cycliste           | Pays        | Équipe   | Points |
| --- | ------------------ | ----------- | -------- | ------ |
| dsq | Juan José Cobo     | Espagne     | Geox-TMC | 7      |
| 2   | Christopher Froome | Royaume-Uni | Sky      | 14     |
| 3   | Bauke Mollema      | Pays-Bas    | Rabobank | 16     |

### Classement par équipes
|   | Équipe            | Pays       | Temps | Temps             |
| - | ----------------- | ---------- | ----- | ----------------- |
| 1 | Geox-TMC          | Espagne    | en    | 233 h 31 min 31 s |
| 2 | Team Leopard-Trek | Luxembourg | +     | 10 min 19 s       |
| 3 | Euskaltel-Euskadi | Espagne    |       | 16 min 23 s       |

## Abandon
- Tony Martin, non partant